# ウクライナ安全保障支援イニシアティブ
ウクライナ安全保障支援イニシアティブ（ウクライナあんぜんほしょうしえんイニシアティブ、英語:  Ukraine Security Assistance Initiative、略称USAI）は、アメリカ国防総省主導の資金提供プログラムで、ウクライナ軍の更なる訓練、装備品、助言イニシアティブを通じてロシアの侵略に対してより効率的に防衛できるようにウクライナの防衛能力を向上させることを目的としている。

## 概観
USAIのパッケージには、ウクライナの防衛能力を向上させるための訓練、装備、および助言活動が含まれていた。ロシアのサイバー攻撃と偽情報に対抗するために、USAIはサイバー防衛と戦略的コミュニケーションも支援している。
USAIは、米国務省と協力して諜報支援、人員訓練、装備品と後方支援、物資およびその他のサービスを含むがこれらに限定されない幅広い安全保障支援活動をサポートする。

## ウクライナ安全保障支援グループ (SAGU)
2022年にSAGUは窓口として創設された。2022年7月21日までに、2022年3月に結成された共同支部の「EUCOMコントロールセンター・ウクライナ/国際寄付者調整センター」 (ECCU/IDCC) は、ウクライナ兵1500人に有志連合から寄贈された装備品についての訓練を行った。2022年11月4日までに、ウクライナ・コンタクトグループの装備品の出荷と訓練措置は、ドイツのヴィースバーデンに本拠を置くウクライナ安全保障支援グループ (SAGU) で体系化するのに十分なほど再現可能になった。この長期支援コマンドは当初、第18空挺軍団司令官のクリストファー・T・ドナヒューによって緊急に配置された。2022年12月22日、アントニオ・アグト中将（米国）がSAGU司令官に就任した。
2023年1月までに、1か月間あたり約500人のウクライナ兵が訓練を受けている。

## 資金提供
2022年8月、米防衛請負業者から装備品、兵器、弾薬を直接購入するために使用可能な資金30億ドルがイニシアティブ基金から拠出された。